# Processo principale del campo di Dachau
Il processo principale di Dachau (ufficialmente United States of America vs. Martin Gottfried Weiss et al. – Case 000-50-2) fu il primo processo per crimini di guerra tenuto nella zona di occupazione statunitense presso il tribunale militare di Dachau. Si svolse dal 15 novembre al 13 dicembre 1945 nel campo di Dachau: 40 persone furono accusate di crimini di guerra in relazione al campo di concentramento di Dachau e ai suoi campi satellite. Il processo si concluse con 40 verdetti di colpevolezza, di cui 36 condanne a morte e 28 delle quali eseguite.
Al processo principale seguirono 121 procedimenti collaterali con circa 500 imputati fino al 1948.

## Antefatti
Mentre l'esercito degli Stati Uniti avanzava nel territorio del Reich tedesco durante la fase finale della seconda guerra mondiale, si trovò di fronte alle tracce dei crimini commessi nei campi di concentramento, a volte anche durante le fasi alterne dei combattimenti: l'esercito degli Stati Uniti arrivò impreparato e fu un compito difficile prendersi cura dei muselmänner, emaciati e gravemente malati, oltre a dover seppellire le migliaia di prigionieri morti per le fucilazioni o a causa della stanchezza dovuta alle marce della morte.

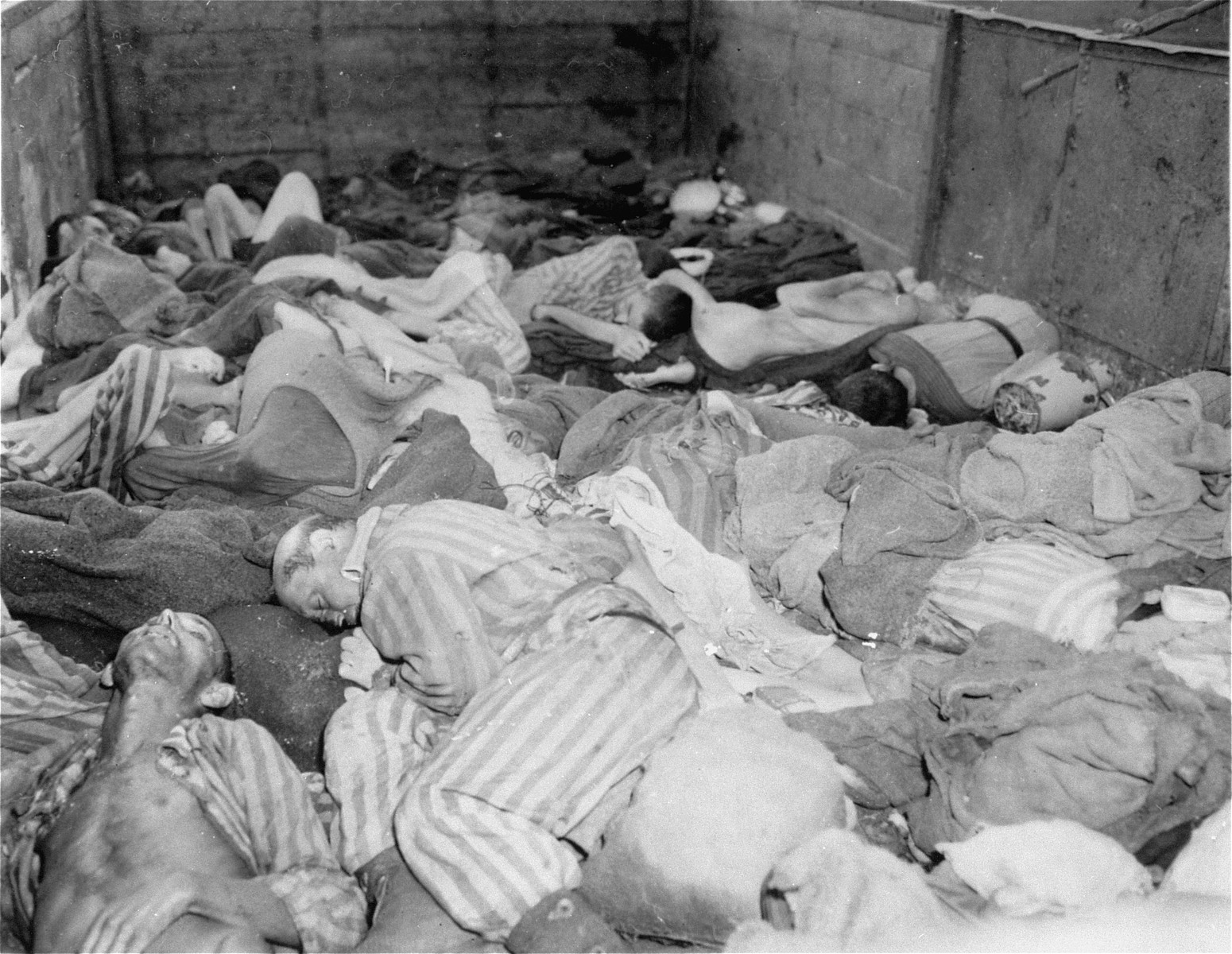
Cadaveri dei prigionieri sul treno di evacuazione da Buchenwald, tra il 29 aprile e il 1º maggio 1945.

Poco prima della liberazione del campo di concentramento di Dachau, avvenuta il 29 aprile 1945, i soldati statunitensi avevano già raggiunto altri sottocampi, compreso il complesso di Kaufering: come in altri casi, anche Kaufering IV - Hurlach fu evacuato poco prima dell'arrivo dell'esercito statunitense, il 28 aprile 1945 e, durante la liquidazione del campo, gli uomini delle SS diedero fuoco alle baracche dei prigionieri. I soldati statunitensi nel campo di Kaufering IV trovarono circa 360 corpi di prigionieri, non è certo se questi prigionieri fossero stati bruciati vivi o uccisi in precedenza perché non in grado di marciare.
Nel campo principale di Dachau, trovarono per la prima volta un treno usato per l'evacuazione di un campo, più precisamente arrivato da Buchenwald, dove erano stipati fino a 2.000 prigionieri morti in più di 38 vagoni, oltre a scoprire anche molti corpi non ancora sepolti all'interno del campo. Questi e altri crimini della fase finale commessi nel campo di concentramento di Dachau e nei sottocampi causarono un numero estremamente elevato di vittime nelle ultime settimane di guerra. Anche dopo la liberazione, più di 2.200 ex prigionieri morirono a causa delle conseguenze della prigionia nel campo e dell'epidemia di tifo ancora dilagante.
In questo contesto, gli investigatori statunitensi del War Crimes Program iniziarono a indagare sui responsabili di questi crimini dal 30 aprile 1945 e conclusero le indagini il 7 agosto 1945 dopo aver raccolto le prove dei crimini anche fotografiche e le dichiarazioni dei testimoni. Molti dei responsabili furono immediatamente catturati e internati, tra cui Martin Weiß, predecessore dell'ultimo comandante di Dachau Eduard Weiter. Il rapporto dell'indagine fu completato il 31 agosto 1945 e costituì la base per l'atto d'accusa del processo.

## Base giuridica e imputazione

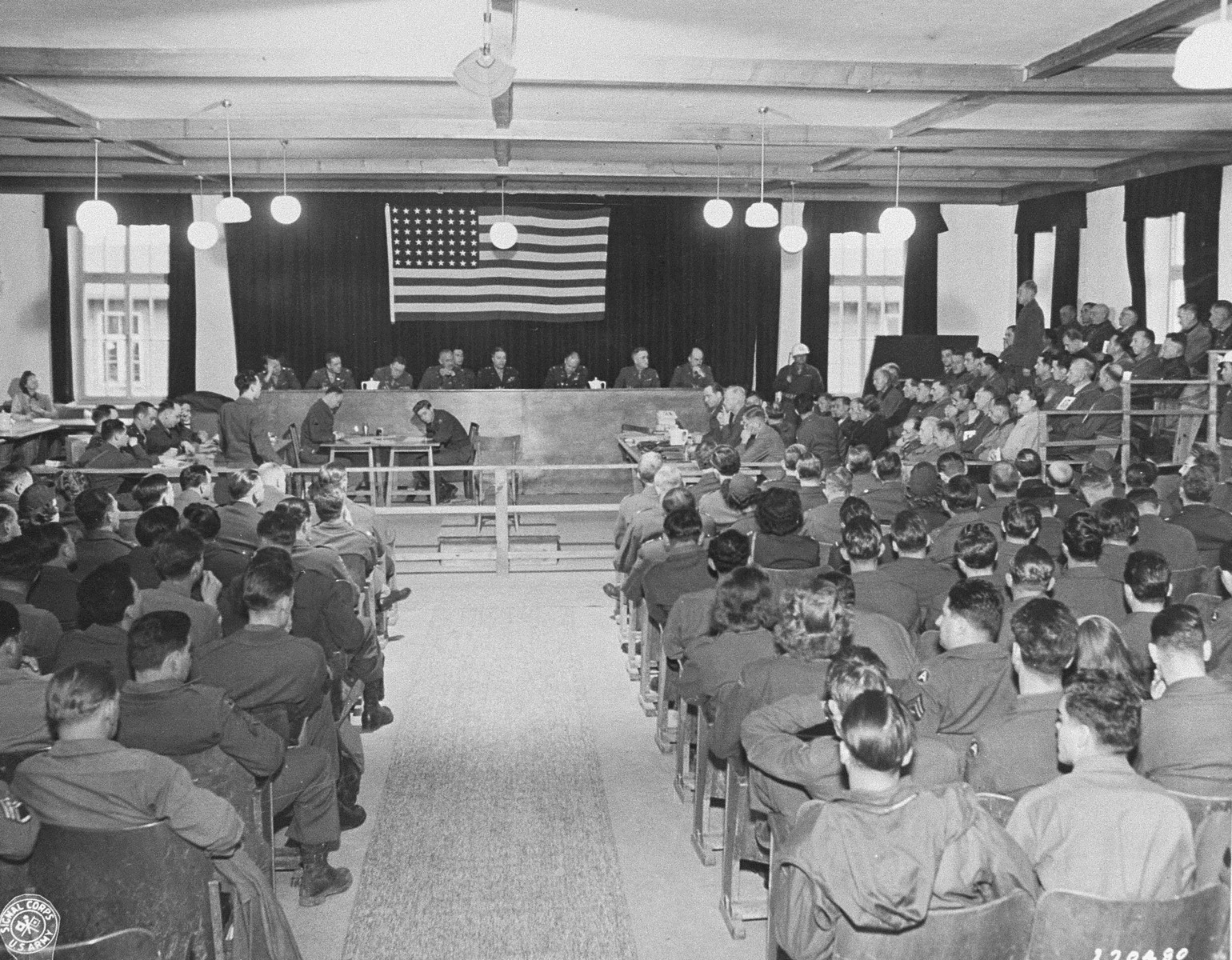
L'aula del tribunale dove fu celebrato il processo principale di Dachau, 4 dicembre 1945.

L'accusa si basava sulla Direttiva JCS 1023/10, emanata dai Capi di Stato Maggiore il 15 luglio 1945. Questa direttiva, che fu poi sostituita dalla Legge del Consiglio di Controllo n. 10 del 20 dicembre 1945, autorizzava Dwight D. Eisenhower a tenere i processi militari contro i criminali di guerra nei territori occupati. Ulteriori decreti successivi regolavano la giurisdizione, i reati negoziabili, la competenza e i diritti degli imputati nei processi dei tribunali militari.

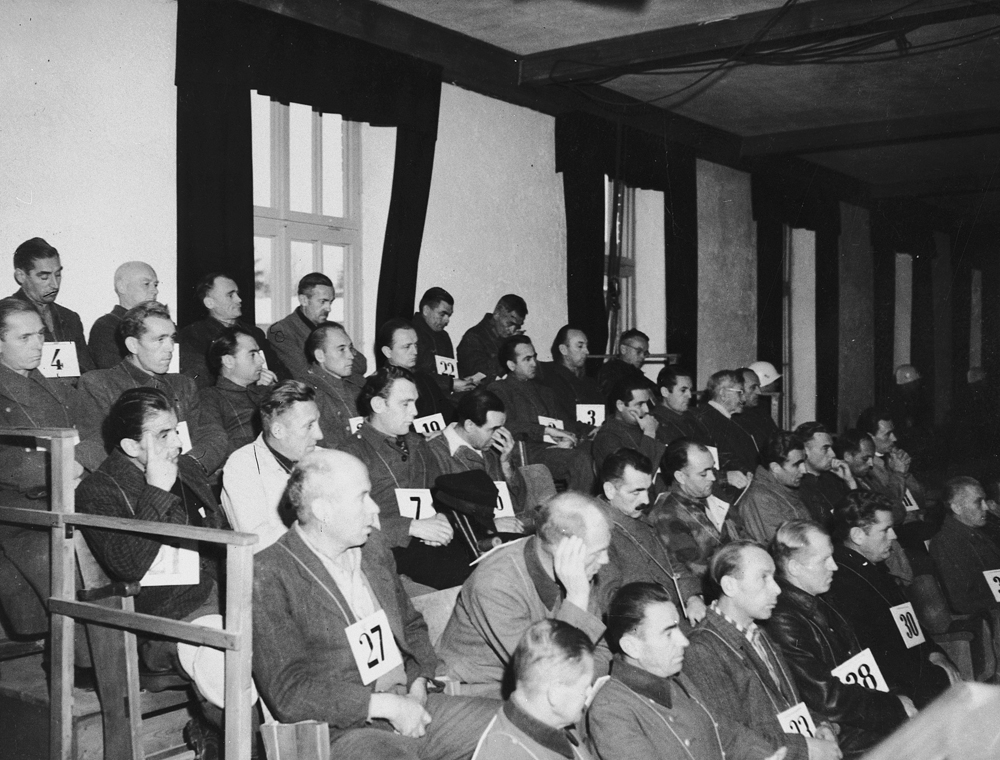
Gli imputati del processo principale di Dachau, 15 novembre 1945.

L'atto d'accusa, redatto il 2 novembre 1945 e successivamente notificato agli imputati, comprendeva due capi d'imputazione principali, riuniti sotto il titolo "Violazione degli usi e delle leggi del tempo di guerra". L'accusa riguardava i crimini di guerra commessi contro i civili e i prigionieri di guerra alleati nel campo di Dachau e nei suoi campi satellite tra l'inizio del gennaio 1942 e la fine dell'aprile 1945. Inizialmente furono perseguiti solo i crimini contro i cittadini degli Alleati o degli Stati alleati; i crimini commessi dai tedeschi contro le vittime tedesche rimasero a lungo impuniti e di solito furono giudicati successivamente dai tribunali tedeschi: gli imputati furono accusati di aver partecipato intenzionalmente alle violenze contro i civili e i prigionieri di guerra Alleati. Oltre alla generale partecipazione nei crimini commessi nel campo di concentramento di Dachau, l'atto d'accusa elencava anche i crimini attribuiti ai singoli imputati.
Gli imputati furono accusati di aver progettato un obiettivo comune, motivo che implicava l'approvazione della partecipazione al sistema di uccisioni, maltrattamenti e di negligenza disumana, e quindi implicava la presunzione della colpevolezza. Pertanto, l'accusa doveva dimostrare che "ciascuno degli imputati era a conoscenza di questo sistema, che sapeva cosa stava accadendo ai prigionieri, e doveva dimostrare di aver partecipato al funzionamento di questo sistema attraverso il suo comportamento, la sua attività, il suo sostegno al funzionamento nel suo luogo di amministrazione, l'organizzazione del campo". Se fosse stata fornita questa prova, la condanna individuale variava a seconda della natura e della portata della partecipazione stessa. Questo costrutto giuridico era sconosciuto alla tradizione giuridica europea, poiché i processi alleati per crimini di guerra non richiedevano una prova individuale della commissione di un reato.
Originariamente, nel processo principale di Dachau dovevano essere imputati 42 membri dell'ex amministrazione del campo ma poiché Hans Aumeier e un imputato di nome Hans Beier non erano presenti e non potevano ricevere l'atto d'accusa, furono rimossi dalla lista degli imputati fin dall'inizio del processo. Aumeier fu condannato a morte nel processo di Auschwitz a Cracovia e fu giustiziato a Cracovia nel gennaio 1948. Il gruppo di 40 imputati rimanenti era composto da 32 membri del personale del campo, cinque medici e tre funzionari dei prigionieri. Tra i 32 membri del personale del campo c'erano anche l'ex comandante del campo Martin Weiß, il suo aiutante Rudolf Suttrop e Johann Kick, capo del Dipartimento Politico e Rapportführer a capo del campo di custodia protettiva. Il gruppo di medici accusati comprendeva lo specialista in medicina tropicale Claus Schilling, tre medici del campo e un medico di truppa. I tre kapo ricoprivano posizioni di primo piano nel campo di Dachau. Ad eccezione dell'austriaco Fridolin Puhr e di Johann Schöpp (volksdeutsche di etnia rumena), tutti gli accusati erano cittadini tedeschi.

## Svolgimento del processo e sentenza

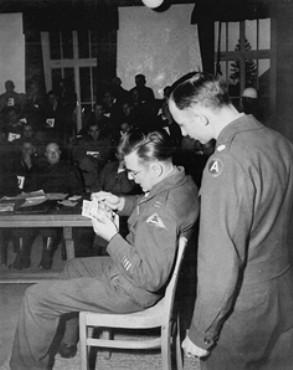
Il capitano John Barnett testimonia davanti al procuratore capo William D. Denson sull'autenticità delle fotografie scattate durante la liberazione del campo di concentramento di Dachau il 17 novembre 1945.

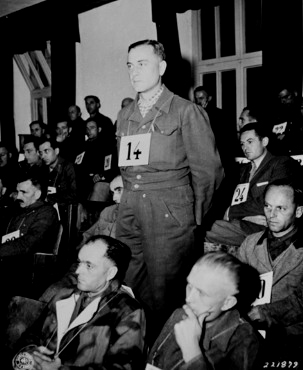
Il medico del campo Hans Eisele segue le accuse mosse contro di lui il 17 novembre 1945.

Il 30 ottobre 1945, il quartier generale dell'esercito degli Stati Uniti ordinò l'istituzione del tribunale militare per celebrare il processo principale di Dachau, formalmente istituito il 2 novembre 1945 e presieduto dal generale John M. Lentz; sia i sette giudici che il presidente durante il processo indossarono l'uniforme. L'accusa, guidata dal procuratore capo William D. Denson, era composta da un totale di quattro ufficiali americani, mentre la difesa degli imputati fu assunta da cinque ufficiali americani e dall'avvocato tedesco Hans von Posern. In tribunale fu scelta come lingua ufficiale l'inglese, con l'ausilio degli interpreti nelle traduzioni per la corte e per gli imputati tra inglese e tedesco. Al processo dovevano assistere degli osservatori provenienti dai Paesi alleati.
(Procuratore generale William D. Denson: dalla dichiarazione di apertura del 15 novembre 1945)
Dopo l'apertura del processo alle ore 10 del 15 novembre 1945, l'accusa espose i capi d'accusa contro gli imputati. I giudici militari stabilirono che il tribunale fosse legalmente costituito e accertarono la giurisdizione sugli imputati. La conclusione della fase iniziale del processo è stata interrotta da tre mozioni di archiviazione presentate dalla difesa. In primo luogo, la difesa contestò la giurisdizione del tribunale e, in secondo luogo, il periodo del reato citato è stato criticato perché troppo impreciso. La terza mozione di archiviazione riguardò il numero esiguo di avvocati difensori rispetto ai 40 imputati, che avrebbe ostacolato in modo significativo un'efficace strategia di difesa nel caso di dichiarazioni potenzialmente incriminanti da parte degli imputati stessi rispetto ai coimputati. Il tribunale militare non accolse le mozioni di archiviazione. La giurisdizione del tribunale si basò sullo status di criminali di guerra degli imputati, che non dovevano essere trattati secondo le regole applicabili sui prigionieri di guerra, poiché i crimini erano stati commessi prima della loro detenzione. La seconda mozione fu respinta in quanto gli imputati non erano accusati di reati individuali, ma piuttosto di un crimine continuato e commesso congiuntamente. Anche la divisione del procedimento in diversi processi individuali non fu concessa proprio sulla base del reato continuato e commesso congiuntamente.
Dopo la lettura dell'atto d'accusa, il presidente spiegò i diritti degli imputati nel procedimento. Tutti gli imputati si dichiararono "non colpevoli". L'accusa spiegò i fatti sostenuti dalle prove raccolte secondo il suo punto di vista: tra le 139 prove ammesse c'erano 60 foto, i registri di morte del campo degli anni 1941 e 1942, altri documenti incriminanti e le trascrizioni delle testimonianze degli imputati. Tra i 69 testimoni dell'accusa c'erano ex prigionieri e ufficiali dell'esercito degli Stati Uniti coinvolti nella liberazione del campo di concentramento di Dachau e nella raccolta della documentazione inerente i crimini commessi all'interno del campo. I primi a testimoniare furono gli ufficiali dell'esercito americano, riferirono dei cadaveri trovati nel treno di evacuazione da Buchenwald e delle condizioni di vita catastrofiche trovate al momento della liberazione. Gli ex prigionieri spiegarono le condizioni di vita disumane del campo di concentramento di Dachau in termini di abbigliamento, cibo, alloggio, lavoro forzato, epidemie, esperimenti medici, selezioni, esecuzioni, maltrattamenti e uccisioni. Oltre alle condizioni del campo principale, furono descritte anche le altrettanto catastrofiche condizioni di vita trovate nei sottocampi. La difesa sostenne la sua visione dei fatti con 93 testimoni, tra cui l'imputato, e con le 27 prove ammesse. Come l'accusa, la difesa procedette al controesame dei testimoni.
I membri del personale del campo presenti tra gli imputati furono accusati di aver maltrattato e, in alcuni casi, ucciso i prigionieri; un'altra serie di reati comprendeva la partecipazione alle esecuzioni e ai reati in relazione all'evacuazione del campo. I medici e il personale sanitario del campo furono accusati di aver partecipato alle esecuzioni determinando la morte dei giustiziati e, in alcuni casi, di aver selezionato, maltrattato e ucciso i prigionieri. Il personale dell'ufficio del comandante fu accusato di essere il principale responsabile delle condizioni catastrofiche in cui versò il campo e di aver reso possibile il sistema di uccisioni, maltrattamenti e negligenza disumana. Due kapo furono accusati di aver maltrattato e ucciso i prigionieri, uno di loro fu accusato di aver partecipato alle esecuzioni. Di contro, gli imputati minimizzarono i reati, affermando di aver rispettato gli ordini o negando di essersi trovati sulla scena del crimine in quel momento.

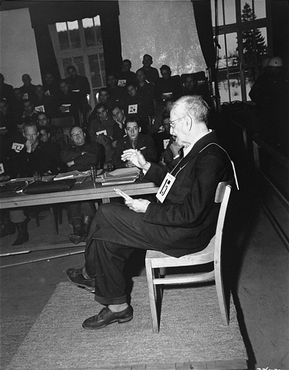
Claus Schilling durante la sua testimonianza in tribunale il 7 dicembre 1945.

Claus Schilling, che con i suoi 74 anni era l'imputato più anziano, fu posto sotto particolare attenzione. Schilling non era un membro dello NSDAP né delle SS, era un dottore in medicina tropicale con una qualifica di post-dottorato. Era stato uno studente allievo di Robert Koch e dal 1898 si era specializzato in particolare nella ricerca sulla malaria. Nel 1936, dopo il suo pensionamento, Schilling continuò il suo lavoro di ricerca e riuscì a convincere Heinrich Himmler della necessità di sviluppare un siero del vaccino contro la malaria per lo sforzo bellico e poco dopo ottenne una stazione sperimentale nel campo di Dachau per continuare gli studi sulla malaria. Dal febbraio 1942 all'inizio di aprile 1945, circa 1.200 prigionieri del campo furono deliberatamente infettati con la malaria e poi trattati con farmaci sperimentali: almeno 100 e forse fino a 400 prigionieri morirono proprio a causa di questi esperimenti.
Schilling non negò di aver condotto gli esperimenti, ma anzi di aver subordinato la sofferenza delle vittime agli interessi della scienza. Chiese quindi al tribunale di permettergli di completare e mettere per iscritto la sua serie di esperimenti. Inoltre, non aveva nulla a che fare con gli eventi del campo stesso. Il tribunale militare non accettò le argomentazioni di Schilling.
Nella sua arringa finale, il procuratore capo Denson sottolineò il crimine continuato che ebbe luogo nel campo di concentramento di Dachau. Attraverso la partecipazione e la cooperazione nel sistema di Dachau, tutti gli imputati avevano reso possibili i crimini e dovevano quindi essere giudicati tutti colpevoli. I tre kapo imputati, proprio in quanto kapo nominati dalle SS, erano anche corresponsabili del funzionamento del sistema di Dachau in senso più ampio e dovevano quindi essere giudicati colpevoli alla pari. Denson non accettò l'appello degli imputati sulla necessità di rispondere al comando, in quanto tale necessità non esonerava gli imputati dalla effettiva responsabilità verso i crimini di guerra commessi. Denson non ravvisò alcuna circostanza attenuante per gli imputati e chiese pene severe per tutti gli imputati.
Gli avvocati della difesa attaccarono la teoria di un disegno comune, in quanto non corrispondeva alla tradizione giuridica europea e, a loro avviso, era stata applicata in modo molto arbitrario contro gli imputati. Solo in questo modo sarebbe stato possibile condurre il processo contro i 40 imputati, poiché in molti casi non erano state fornite prove individuali tangibili del reato. Anche i testimoni dell'accusa avevano sottolineato come nel caso dell'ex comandante del campo Weiß, che le condizioni del campo di Dachau erano notevolmente migliorate sotto la sua guida. Inoltre, a volte sono state utilizzate false testimonianze in tribunale e non si è tenuto conto del fatto che i singoli imputati erano stati chiamati contro la loro volontà a prestare servizio nel campo. Nel complesso, secondo la difesa, i principali colpevoli dovevano essere trovati nel processo di Norimberga contro i principali criminali di guerra, mentre il processo di Dachau era guidato solo da pensieri e volontà di punizione.
Il tribunale militare annunciò le sentenze il 13 dicembre 1945. Oltre alle 36 condanne a morte, furono inflitte una condanna all'ergastolo e tre pene detentive ai lavori forzati: nelle motivazioni della sentenza, il tribunale sottolineò ancora una volta la natura criminale degli eventi commessi, e quindi si rendeva necessaria la condanna di tutti gli imputati.

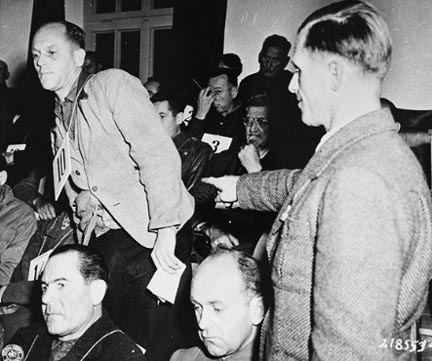
L'ex prigioniero Eugen Seybold identifica Fritz Hintermayer il 22 novembre 1945.
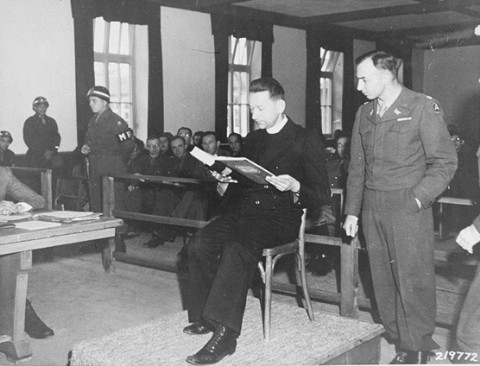
Il sacerdote polacco Theodore Korcz (a sinistra) legge i protocolli sulla malaria in presenza del procuratore capo Denson il 22 novembre 1945.
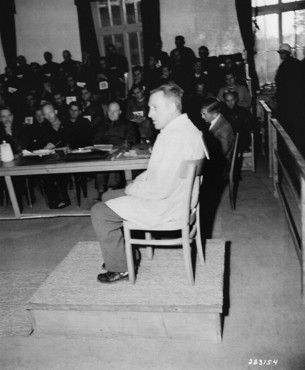
Wilhelm Wagner durante la sua testimonianza al processo il 30 novembre 1945.
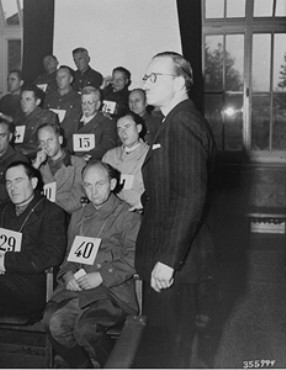
L'ex prigioniero Helmuth Breiding identifica Friedrich Wetzel il 22 novembre 1945.
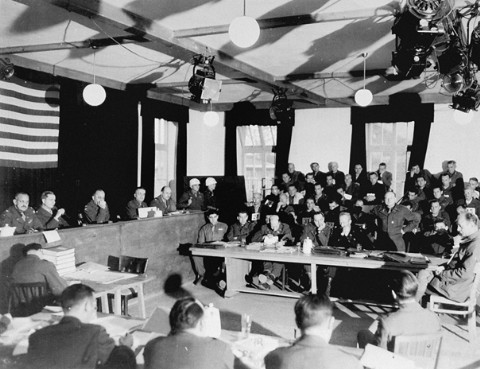
Friedrich Wetzel (a destra nella foto) durante la sua testimonianza il 29 novembre 1945.
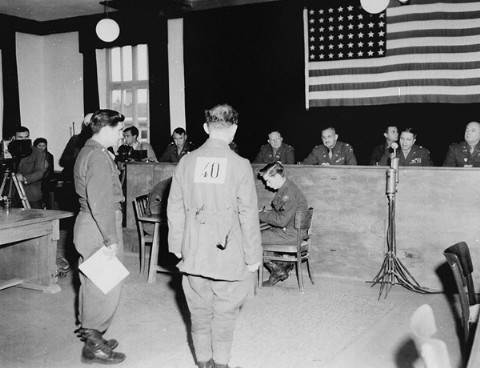
Friedrich Wetzel (vista di spalle con il numero 40) alla sentenza del 13 dicembre 1945.

### I 40 giudizi in dettaglio
| Imputato              | Grado                             | Incarico | Reati | Sentenza                                                 |
| --------------------- | --------------------------------- | --- | --- | -------------------------------------------------------- |
| Martin Weiß           | SS-Obersturmbannführer            | Comandante del campo di Dachau                                                                                  | | Condanna a morte, eseguita il 29 maggio 1946             |
| Friedrich Ruppert     | SS-Obersturmbannführer            | Schutzhaftlagerführer del campo di Dachau                                                                       | Maltrattamento dei prigionieri e partecipazione alle esecuzioni | Condanna a morte, eseguita il 28 maggio 1946             |
| Josef Jarolin         | SS-Obersturmführer                | Schutzhaftlagerführer del campo di Dachau                                                                       | Maltrattamenti e uccisioni di prigionieri | Condanna a morte, eseguita il 28 maggio 1946             |
| Franz Trenkle         | SS-Hauptscharführer               | Rapportführer e vice Schutzhaftlagerführer del campo di Dachau                                                  | Maltrattamento dei prigionieri e partecipazione alle esecuzioni | Condanna a morte, eseguita il 28 maggio 1946             |
| Engelbert Niedermeyer | SS-Unterscharführer               | Blockführer assegnato al comando del crematorio del campo di Dachau                                             | Maltrattamento dei prigionieri | Condanna a morte, eseguita il 28 maggio 1946             |
| Josef Seuß            | SS-Hauptscharführer               | Rapportführer del campo di Dachau                                                                               | Maltrattamento dei prigionieri | Condanna a morte, eseguita il 28 maggio 1946             |
| Leonhard Eichberger   | SS-Hauptscharführer               | Rapportführer del campo di Dachau                                                                               | Partecipazione nelle esecuzioni | Condanna a morte, eseguita il 29 maggio 1946             |
| Wilhelm Wagner        | SS-Hauptscharführer               | Capo della lavanderia dei prigionieri del campo di Dachau                                                       | Maltrattamenti dei prigionieri, a volte fino alla morte | Condanna a morte, eseguita il 29 maggio 1946             |
| Johann Kick           | SS-Obersturmführer                | Capo del Politische Abteilung del campo di Dachau                                                               | Maltrattamento dei prigionieri | Condanna a morte, eseguita il 29 maggio 1946             |
| Fritz Hintermayer     | SS-Obersturmbannführer            | Primo medico di campo del campo di Dachau                                                                       | Uccisione di due detenute incinte tramite iniezione, preparazione dell'uccisione di sette detenuti malati di mente, partecipazione alle esecuzioni per determinare la morte dei giustiziati | Condanna a morte, eseguita il 29 maggio 1946             |
| Johann Eichelsdörfer  | Hauptmann der Wehrmacht           | Comandante del sottocampo Kaufering IV - Hurlach                                                                | Maltrattamento dei prigionieri | Condanna a morte, eseguita il 29 maggio 1946             |
| Otto Förschner        | SS-Sturmbannführer                | Comandante del campo di Kaufering                                                                               | Maltrattamento dei prigionieri, Tötung eines Häftlings | Condanna a morte, eseguita il 28 maggio 1946             |
| Claus Schilling       | Specialista in medicina tropicale | Responsabile degli esperimenti sulla malaria del campo di Dachau                                                | Esperimenti sulla malaria condotti sui prigionieri, a volte con esito letale | Condanna a morte, eseguita il 28 maggio 1946             |
| Christof Knoll        | Kapo                              | Blockältester e Kapo del campo di Dachau                                                                        | Maltrattamenti e uccisioni di prigionieri | Condanna a morte, eseguita il 29 maggio 1946             |
| Franz Böttger         | SS-Oberscharführer                | Rapportführer del campo di Dachau                                                                               | Maltrattamento di prigionieri, uccisione di un prigioniero, partecipazione a esecuzioni capitali                                                                                            | Condanna a morte, eseguita il 29 maggio 1946             |
| Anton Endres          | SS-Oberscharführer                | SS-Sanitätsdienstgrad del campo di Dachau                                                                       | Maltrattamento di prigionieri, uccisione di un prigioniero tramite iniezione, partecipazione a due esecuzioni                                                                               | Condanna a morte, eseguita il 28 maggio 1946             |
| Simon Kiern           | SS-Hauptscharführer               | Blockführer del campo di Dachau                                                                                 | Maltrattamento di prigionieri, uccisione di un prigioniero, partecipazione a tre esecuzioni                                                                                                 | Condanna a morte, eseguita il 28 maggio 1946             |
| Michael Redwitz       | SS-Hauptsturmführer               | Schutzhaftlagerführer del campo di Dachau                                                                       | Maltrattamento dei prigionieri | Condanna a morte, eseguita il 29 maggio 1946             |
| Wilhelm Welter        | SS-Hauptscharführer               | Arbeitsdienstführer del campo di Dachau                                                                         | Maltrattamento dei detenuti, partecipazione alle selezioni | Condanna a morte, eseguita il 29 maggio 1946             |
| Rudolf Suttrop        | SS-Obersturmführer                | Aiutante del comandante del campo di Dachau                                                                     | | Condanna a morte, eseguita il 28 maggio 1946             |
| Wilhelm Tempel        | SS-Scharführer                    | Arbeitsdienstführer del campo di Dachau                                                                         | Maltrattamento dei prigionieri, a volte con esito letale | Condanna a morte, eseguita il 29 maggio 1946             |
| Fritz Becher          | Kapo                              | Blockältester del blocco dei sacerdoti di Dachau                                                                | Maltrattamento dei prigionieri, a volte con esito letale | Condanna a morte, eseguita il 29 maggio 1946             |
| Alfred Kramer         | SS-Oberscharführer                | Lagerführer dei campi di concentramento di Kaufering                                                            | Maltrattamento dei prigionieri, a volte con esito letale | Condanna a morte, eseguita il 29 maggio 1946             |
| Vinzenz Schöttl       | SS-Obersturmführer                | Vice comandante dei campi di concentramento di Kaufering                                                        | Maltrattamento dei prigionieri, uccisione di un prigioniero | Condanna a morte, eseguita il 28 maggio 1946             |
| Johann Kirsch         | SS-Hauptscharführer               | Lagerführer dei campi di concentramento di Kaufering                                                            | Maltrattamento dei prigionieri, a volte con esito letale | Condanna a morte, eseguita il 28 maggio 1946             |
| Walter Langleist      | SS-Oberführer                     | Comandante delle guardie del campo di Dachau, comandante del complesso concentrazionario di Mühldorf            | Maltrattamento dei prigionieri, a volte con esito letale | Condanna a morte, eseguita il 28 maggio 1946             |
| Arno Lippmann         | SS-Obersturmführer                | Lagerführer dei campi di concentramento di Kaufering, capocampo della custodia protettiva sotto Michael Redwitz | Maltrattamento dei prigionieri | Condanna a morte, eseguita il 29 maggio 1946             |
| Otto Moll             | SS-Hauptscharführer               | Assegnazione del lavoro nel complesso del campo satellite di Kaufering                                          | Maltrattamento dei prigionieri, fucilazioni di prigionieri durante una marcia della morte                                                                                                   | Condanna a morte, eseguita il 28 maggio 1946             |
| Hans Eisele           | SS-Hauptsturmführer               | 2° medico di campo del campo di Dachau                                                                          | Partecipazione alle esecuzioni per determinare la morte delle persone giustiziate | Condanna a morte, commutata in ergastolo                 |
| Wilhelm Witteler      | SS-Sturmbannführer                | 1° medico di campo del campo di Dachau                                                                          | Partecipazione alle esecuzioni per determinare la morte delle persone giustiziate | Condanna a morte, ridotta a 20 anni di reclusione        |
| Fridolin Puhr         | SS-Hauptsturmführer               | Medico superiore delle truppe del campo di Dachau                                                               | Partecipazione alle esecuzioni per determinare la morte delle persone giustiziate | Condanna a morte, ridotta a 20 anni di reclusione        |
| Otto Schulz           | SS-Untersturmführer               | Direttore dello stabilimento della Deutsche Ausrüstungswerke di Dachau                                          | Maltrattamento dei prigionieri | Condanna a morte, ridotta a 20 anni di reclusione        |
| Sylvester Filleböck   | SS-Untersturmführer               | Ufficiale addetto ai rifornimenti del campo di Dachau                                                           | | Condanna a morte, ridotta a 10 anni di reclusione        |
| Emil Mahl             | Kapo                              | Kapo nel crematorio del campo di Dachau                                                                         | Partecipazione alle esecuzioni | Condanna a morte, ridotta a 10 anni di reclusione        |
| Fritz Degelow         | SS-Sturmbannführer                | Comandante delle guardie del campo di Dachau                                                                    | Capo di un trasporto di evacuazione | Condanna a morte, ridotta a 10 anni di reclusione        |
| Friedrich Wetzel      | SS-Hauptsturmführer               | Capo amministrativo del campo di Dachau                                                                         | | Condanna a morte, ridotta a 10 anni di reclusione        |
| Peter Betz            | SS-Hauptscharführer               | Rapportführer, Kommandoführer nell'ufficio del comandante del campo                                             | Maltrattamento dei prigionieri | Condanna all'ergastolo, ridotta a 15 anni di reclusione  |
| Hugo Lausterer        | SS-Scharführer                    | Capo del sottocampo di Feldafing                                                                                | | Condanna a dieci anni di carcere                         |
| Albin Gretsch         | SS-Unterscharführer               | Membro delle guardie del campo di Dachau e dei sottocampi                                                       | | Condanna a dieci anni di carcere                         |
| Johann Schöpp         | SS-Mann                           | Membro delle guardie del campo di Dachau e del sottocampo di Feldafing                                          | | Dieci anni di reclusione, ridotti a 5 anni di reclusione |

## Revisione
Arthur Haulot, presidente del Comité International de Dachau, presentò una petizione di clemenza a nome del comitato per i tre kapo condannati a morte: essendo al tempo stesso sia carnefici che vittime dovevano essere trattati diversamente dagli altri imputati.
Altre petizioni di clemenza arrivarono da famiglie, amici, colleghi e vicini di casa degli altri imputati. Particolare fu il caso dell'imputato Schilling per il quale arrivarono gli appelli di clemenza da parte dei colleghi dell'Istituto Robert Koch e dell'Istituto Bernhard Nocht: in queste petizioni di clemenza si faceva esplicito riferimento alla sua nota reputazione scientifica, ai suoi servizi donati alla scienza, al suo atteggiamento apolitico e al suo comportamento impeccabile; secondo alcune petizioni, Schilling era un ricercatore appassionato che non aveva deliberatamente pianificato la morte delle cavie negli esperimenti, ma al contrario aveva voluto salvare la vita delle persone.
- Da una petizione di clemenza per Claus Schilling»
Nel procedimento di revisione, la difesa chiese l'assoluzione degli imputati Mahl, Becher, Knoll, Schöpp, Gretsch, Lausterer, Betz, Suttrop, Puhr, Witteler ed Eisele. A loro avviso, non erano state presentate dichiarazioni o prove materialmente incriminanti questi imputati e inoltre le sentenze pronunciate contro gli altri imputati erano sproporzionatamente dure.
Nel corso dell'appello, dopo due gradi di giudizio, il coinvolgimento individuale degli imputati nel reato comune svolse un ruolo fondamentale: dopo aver esaminato i documenti del processo e valutato le argomentazioni dell'accusa e della difesa, i verdetti emessi furono in gran parte confermati. La condanna a morte del medico del campo Eisele, imputato anche nel processo principale di Buchenwald, fu commutata in ergastolo. Anche le condanne a morte di Puhr e Mahl furono commutate in pene detentive mentre la condanna di Schöpp fu ridotta a cinque anni. Nel caso di Mahl si tenne conto anche della sua disponibilità a testimoniare e del suo minore coinvolgimento nel reato rispetto agli altri due kapo. Nel caso di Eisele, per il quale non è stato possibile dimostrare gli abusi individuali, è stato preso in considerazione il miglioramento dell'assistenza medica nel campo e, nel caso del medico di truppa Puhr, la sua presenza nel campo dei prigionieri come semplice sostituto. La raccomandazione di ridurre della metà la pena detentiva di Schöpp si basò sul suo arruolamento forzato nelle Waffen-SS, sulla sua funzione insignificante nel campo rispetto agli altri imputati e sul fatto che non aveva maltrattato alcun prigioniero. Dopo la conclusione della seconda istanza di revisione, anche le condanne a morte di Witteler, Schulz, Degelow, Wetzel e Filleböck furono commutate in pene detentive: avevano svolto un ruolo importante nel campo, ma avevano cercato di migliorare le condizioni del campo in modi diversi. Degelow, pur avendo guidato una marcia della morte, si era adoperato per portarla a termine in modo umano ed era rimasto personalmente nel campo solo per pochi giorni. Il comandante in capo delle forze armate statunitensi si conformò alle raccomandazioni dei due organi di revisione e confermò anche i restanti giudizi.

## Esecuzione delle sentenze
Dopo le sentenze definitive, i condannati furono trasferiti in varie prigioni, principalmente nella prigione di Landsberg. Delle 36 condanne a morte pronunciate, 28 furono eseguite per impiccagione nella prigione di Landsberg il 28 e 29 maggio 1946 a porte chiuse.
Le pene detentive furono successivamente ridotte in altri procedimenti di revisione o in seguito a nuove petizioni di clemenza. Entro la metà degli anni cinquanta, tutti i prigionieri condannati nel processo furono rilasciati per buona condotta, per amnistia o per motivi di salute, almeno con la condizionale.

## Valutazioni ed effetti

Rieducazione: gli abitanti di Burgsteinfurt si recano al cinema per la proiezione di un filmato il 30 maggio 1945 dopo la liberazione dei campi di concentramento di Bergen-Belsen e Buchenwald. La polizia militare britannica e i poliziotti tedeschi sono all'ingresso del cinema.

Rispetto ai successivi processi ai campi di concentramento che si svolsero nell'ambito dei processi di Dachau, il processo principale di Dachau stabilì le sentenze più dure. Le ragioni principali furono legate sicuramente al rapido svolgimento del processo dopo la fine della guerra e al fatto che i giudici del tribunale militare furono in grado di ottenere un quadro completo delle condizioni catastrofiche solo dopo la liberazione del campo di Dachau. Nei successivi processi al campo di concentramento di Dachau, i giudici responsabili non poterono più avvalersi di questa esperienza, che giocò un ruolo importante nel raggiungimento di una sentenza nel processo principale di Dachau. Inoltre, nel corso della Guerra Fredda, le sentenze furono successivamente ridotte dopo i procedimenti di revisione e quindi anche il rilascio dei prigionieri di Landsberg fu anticipato.
Nel processo principale di Dachau, come negli altri processi alleati per crimini di guerra, l'attenzione fu inizialmente rivolta alla punizione e all'espiazione dei crimini nazisti. L'obiettivo fu quello di educare la popolazione sui crimini nazisti e di sottolineare la natura criminale degli atti di violenza commessi. Inoltre, questi processi dovevano avviare un processo collettivo di riflessione nella società tedesca, per ristabilire una cultura democratica nella Germania del dopoguerra. Il luogo altamente simbolico del processo, Dachau, e lo shock collettivo per le notizie e i filmati dei crimini violenti commessi nei campi di concentramento ebbero inizialmente un impatto forte come si può vedere dalle numerose pubblicazioni dei media contemporanei. Allo shock iniziale per le atrocità commesse nei campi di concentramento seguì la solidarietà con i prigionieri di Landsberg da parte di ampie fasce della popolazione tedesca nell'ambito della repressione collettiva. Hermann Göring e Heinrich Himmler furono identificati come i principali responsabili delle atrocità commesse nei campi di concentramento. Questa imputazione era favorita anche dal costrutto giuridico basato sulla teoria del disegno comune, difficilmente comprensibile in Germania, la partecipazione condiscendente a un sistema criminale, che presupponeva un reato fin dall'inizio anche in assenza di prove individuali del reato. Nei processi del campo di Dachau, i tribunali militari statunitensi si sforzarono quindi di provare che gli imputati avevano commesso dei crimini individualmente, cosa che riuscì nella maggior parte dei casi.

## I processi secondari di Dachau

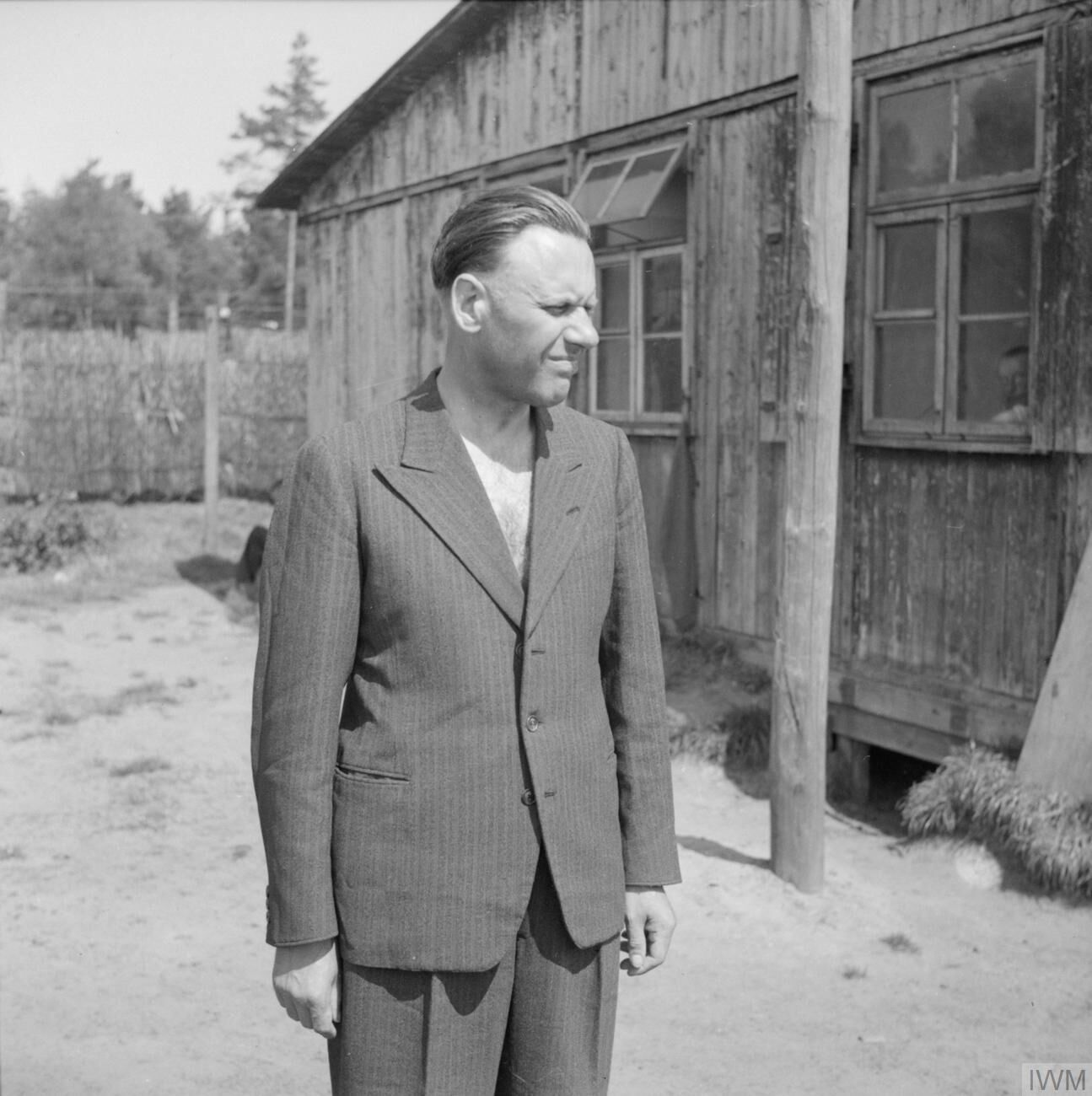
Alexander Piorkowski nel campo di internamento britannico di Westertimke, vicino a Brema, il 16 maggio 1945.

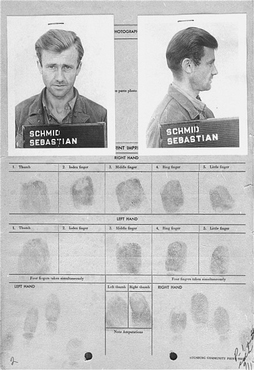
Il foglio d'arresto di Sebastian Schmid, con foto e impronte digitali; Schmid era imputato in un processo secondario di Dachau. Il 18 settembre 1947, Schmid, autista e meccanico nel campo di Dachau, fu condannato all'ergastolo. La sentenza fu ridotta a dieci anni di carcere nel procedimento di revisione. Per tutti gli imputati dei processi di Dachau furono redatti i registri di detenzione.

Il processo principale a Dachau fu seguito da altri 121 procedimenti che si svolsero tra l'11 ottobre 1946 e l'11 dicembre 1947 contro altri 500 imputati. A causa del gran numero di procedimenti collaterali, a volte si svolsero più processi in parallelo. Oltre ad alcuni medici del campo e kapo, furono accusati soprattutto i membri delle squadre del campo. I procedimenti secondari si basavano sul processo principale di Dachau e quindi si svolsero in forma abbreviata. A differenza del processo principale, i procedimenti secondari, in cui furono processati principalmente da uno a nove imputati appartenenti ai ranghi inferiori delle SS, raramente duravano più di qualche giorno: furono principalmente incentrati sugli abusi e le uccisioni dei prigionieri commessi nel campo di concentramento di Dachau e nei suoi sottocampi. Il processo di Mühldorf contro il personale del campo di Mühldorf, invece, fu condotto come un processo indipendente. Tre dei 121 processi secondari richiedono un'attenzione particolare, poiché riguardavano un ex comandante del campo e il suo aiutante, un medico delle SS e un Rapportführer la cui condanna a morte attirò l'attenzione della società tedesca:
- Il procedimento contro Alexander Piorkowski e Heinz Detmers (ufficialmente Case No. 000-50-2-23 US vs. Alex Piorkowski et al.)[45], si svolse dal 6 al 17 gennaio 1947, fu tenuto contro un ex comandante del campo di Dachau e contro il suo aiutante. Piorkowski fu comandante del campo dal febbraio 1940 alla fine di agosto 1942 e Detmers fu il suo aiutante dal 1940 al febbraio 1942. Come gli imputati del processo principale, entrambi furono accusati di crimini di guerra contro civili e prigionieri di guerra alleati e si dichiararono non colpevoli. Piorkowski fu accusato in particolare delle esecuzioni dei prigionieri di guerra sovietici, di aver condotto degli esperimenti pseudo-medici sui prigionieri e di aver arbitrariamente praticato maltrattamenti rispetto al regolamento del campo. Anche Detmers partecipò in questi crimini. I due imputati, rimasti in silenzio durante il processo su consiglio dei loro legali, furono giudicati colpevoli. A seguito del procedimento di revisione e degli appelli alla clemenza, la condanna a morte di Piorkowski è stata confermata, mentre per Detmers la pena di quindici anni è stata ridotta a cinque anni di reclusione. Detmers fu poi processato nuovamente nel processo principale di Nordhausen e Piorkowski fu impiccato a Landsberg il 22 ottobre 1948.[46]
- Dal 24 novembre all'11 dicembre 1947 si tenne un procedimento contro il medico Rudolf Brachtel e contro Karl Zimmermann (ufficialmente Case n. 000-50-2-103 US vs. Rudolf Brachtel et al.).[47] Brachtel fu accusato di aver deliberatamente infettato i prigionieri con la malaria come assistente temporaneo di Claus Schilling e di aver effettuato delle punture al fegato non necessarie dal punto di vista medico. Come capo dell'infermeria, Zimmermann fu accusato di aver maltrattato i prigionieri e di averli uccisi con iniezioni di fenolo. Tuttavia, le accuse contro Zimmermann, che aveva preso il posto di Josef Heiden, non poterono essere confermate. Entrambi furono assolti[48][49][50].
- L'imputato Georg Schallermair fu processato dal 18 al 23 settembre 1947 (ufficialmente Case n. 000-50-2-121 US vs. Georg Schallermair)[51]. In qualità di ex Rapportführer nel complesso di Mühldorf, Schallermair fu accusato di essere in parte responsabile delle condizioni catastrofiche in cui versava il campo a causa della sua posizione e anche di aver palesemente picchiato a morte i prigionieri: fu riconosciuto colpevole e condannato a morte per impiccagione il 23 settembre 1947.[52] Nel 1950, nella Repubblica Federale Tedesca, iniziò una campagna per l'abolizione della pena di morte, alla quale parteciparono anche alti rappresentanti della società e della politica. Il Ministro della Giustizia Thomas Dehler chiese al Presidente federale Theodor Heuss di presentare al generale Thomas T. Handy le richieste di clemenza per Schallermair e Hans-Theodor Schmidt, condannati a morte nel processo principale di Buchenwald.[53] Nonostante Handy avesse già commutato undici condanne a morte in pene detentive respinse la richiesta. Nel caso di Schallermair, la motivazione fu la seguente:

Schallermair e Schmidt furono giustiziati per impiccagione a Landsberg il 7 giugno 1951 insieme a Oswald Pohl e ad altri quattro criminali che non erano stati graziati. Queste furono le ultime condanne a morte eseguite nella prigione di Landsberg.